# Kurt Seipel

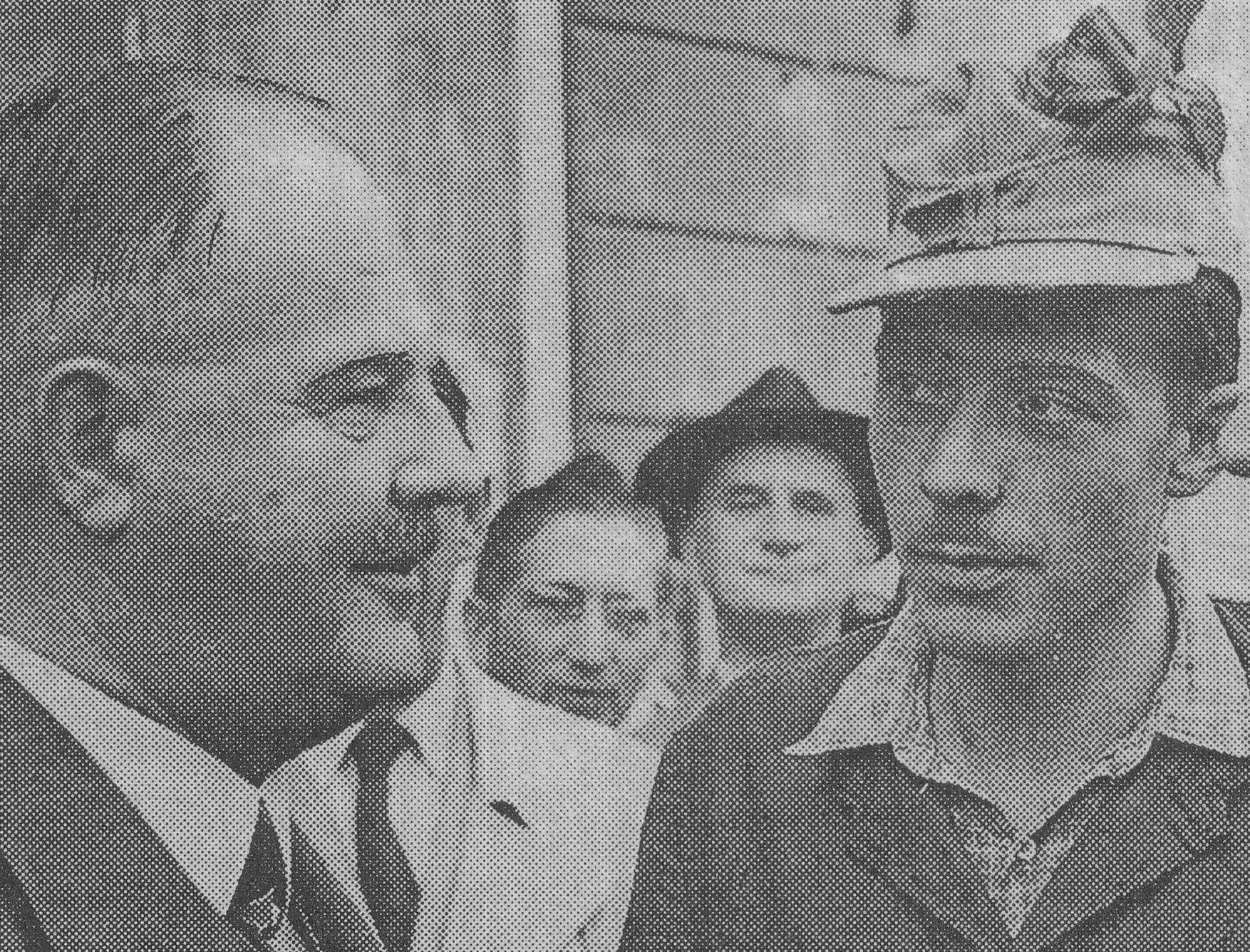
Kurt Seipel (rechts) bei seiner Rückkehr aus sowjetischer Haft am 20. Juni 1955 mit Bundeskanzler Julius Raab (links), Wiener Neustadt

Kurt Seipel (* 11. April 1927 in Wien; † 4. Dezember 2004 ebenda) war ein österreichischer Vermessungstechniker, der als Jugendlicher und junger Erwachsener zu Unrecht von 1946 bis 1955 in sowjetischer Haft war und davon fast acht Jahre in Sibirien verbüßte.

## Leben

### Verschleppung, Verurteilung und Haft in der Sowjetunion
Kurt Seipel war Schüler der Bundeslehranstalt für Vermessungswesen in Mödling, als er am 22. November 1946 nach einer Denunziation durch einen jugendlichen KPÖ-Parteigänger unter falschen Anschuldigungen von der sowjetischen Besatzungsmacht in Österreich verhaftet wurde. Am 14. Juni 1947 wurde er in einem „Fernurteil“ (ohne Prozess) nach den Artikeln 58.4 und 58.6 des Strafgesetzbuches der RSFSR wegen angeblicher Unterstützung und Wiederaufbaus des internationalen Bürgertums und Spionage zu 15 Jahren Lagerhaft in Sibirien verurteilt. Die Information über die Verhängung dieses Urteiles erreichte Seipel am 16. Juli 1947 in einer formlosen Mitteilung.
Sein Leidensweg deckte sich anfänglich weitgehend mit dem des österreichischen trotzkistischen Politikers und Widerstandskämpfers Karl Fischer. Beide befanden sich zunächst in einem Gefängnis der sowjetischen Besatzungsmacht in Baden bei Wien, dann in einem Gefängnis in Sopron und zwischen 26. August und 8. Oktober 1947 im selben vierundvierzigtägigen Bahntransport in Güterwaggons nach Lemberg, zur Bucht Wanino und nach Magadan. Bei der Ankunft in Magadan war Seipel in derart schlechter körperlicher Verfassung, dass Karl Fischer und ein weiterer Freund ihn schleppen mussten. Sie retteten ihm dadurch das Leben.
Die nächsten Jahre waren eine Abfolge von Schwerstarbeit in verschiedenen sibirischen „Besserungsarbeitslagern“, Isolationshaft und Krankenhausaufenthalten. Seipel arbeitete im Kolymagebiet in Gold- und Uranbergwerken von Dalstroi, als Waggonfahrer und Sanitäter, in einer Bäckerei, als improvisierter Schneider, in einem Sprengkommando und – im eisigen Winter – beim Wasserabgraben. Seinen Eltern teilte man inzwischen mit, er sei 1947 an Tuberkulose gestorben. 1951 sah er, mittlerweile 24 Jahre alt und von offenen Wunden bedeckt, so schlecht aus, dass ihn die Russen „Väterchen“ (russ. Батюшка/Batjuschka) nannten. Er durfte trotz mehrfacher Ansuchen bei den sowjetischen Behörden bis zum Frühjahr 1955 keinerlei Briefwechsel führen. Der von 1947 bis 1953 ebenfalls nach Kolyma deportiert gewesene Österreicher Herbert Killian, der Kurt Seipel persönlich kannte, beschreibt, „dass höchstens 20 Österreicher, d. h. ein Prozent der von den Sowjets verschleppten Österreicher, in den Lagern von Kolyma inhaftiert waren“, wie ihm bei einem Besuch in Magadan im Jahr 2002 von einem Mitglied der Russischen Akademie der Wissenschaften berichtet worden war. 13 davon habe er selbst persönlich gekannt. Die Aufenthaltsdauer in Kolyma war bei den einzelnen Personen verschieden lang und reichte von einigen Monaten bis zu vielen Jahren.
Im Jänner 1952 wurde Seipels Strafe in Gefängnishaft umgewandelt, er wurde in den Politisolator Alexandrovsky Central im Rajon Bochan der Oblast Irkutsk verlegt, wo er wie Karl Fischer und andere Österreicher bis 1955 inhaftiert war.

### Repatriierung nach Österreich
Im Mai 1955 erhielten die österreichischen Gefangenen im Zusammenhang mit dem Abschluss des Österreichischen Staatsvertrages ihre „Amnestieschreiben“. Dann ging es in Etappen auf Rückreise nach Österreich.
Es war nicht selbstverständlich, dass Kurt Seipel jahrelangen Hunger, Kälte und Terror überlebte. Der schönste Tag seines Lebens war nach eigener Angabe der 20. Juni 1955, als er gemeinsam mit 183 anderen Transportteilnehmern wieder heimatlichen Boden betreten konnte und auf dem Bahnhof in Wiener Neustadt von Bundeskanzler Julius Raab persönlich willkommen geheißen wurde.

### Seit 1955
Seipel war durch das jahrelange Leiden während der Zeit seiner Verschleppung derart gezeichnet, dass er nur sehr schwer wieder im Leben der „normalen“ Gesellschaft Fuß fassen konnte. Erst viele Jahre nach seiner Rückkehr nach Österreich begann er, aus Furcht vor etwaiger neuer Verfolgung unter dem Pseudonym „Konrad Neumann-Langer“, an seiner Autobiografie zu arbeiten. Das von ihm trotz vieler persönlicher Schwierigkeiten 1990 vollendete Werk erschien aber dann doch im Jahr 1997 unter seinem wirklichen Namen als 430-seitiges Buch mit dem Titel Meine Jugend blieb im Eis Sibiriens. Mit 19 in den GULAG verschleppt. Im Vorwort dazu wird die Besonderheit der Arbeit Seipels mit folgenden Worten gewürdigt:

„Kurt Seipels Text stellt eine seltene Ausnahme unter den veröffentlichten Autobiografien dar insofern, als sein Autor zu den eher „sprachlosen“ Überlebenden des GULags gehört, nämlich zu denen, die offensichtlich auch als völlig Unpolitische in die Terrormaschinerie gerieten und daher nach der Freilassung auch in ihrer Heimat praktisch keinerlei soziale Anerkennung und Unterstützung bei der Formulierung ihrer Erinnerung fanden.“

### Rehabilitation

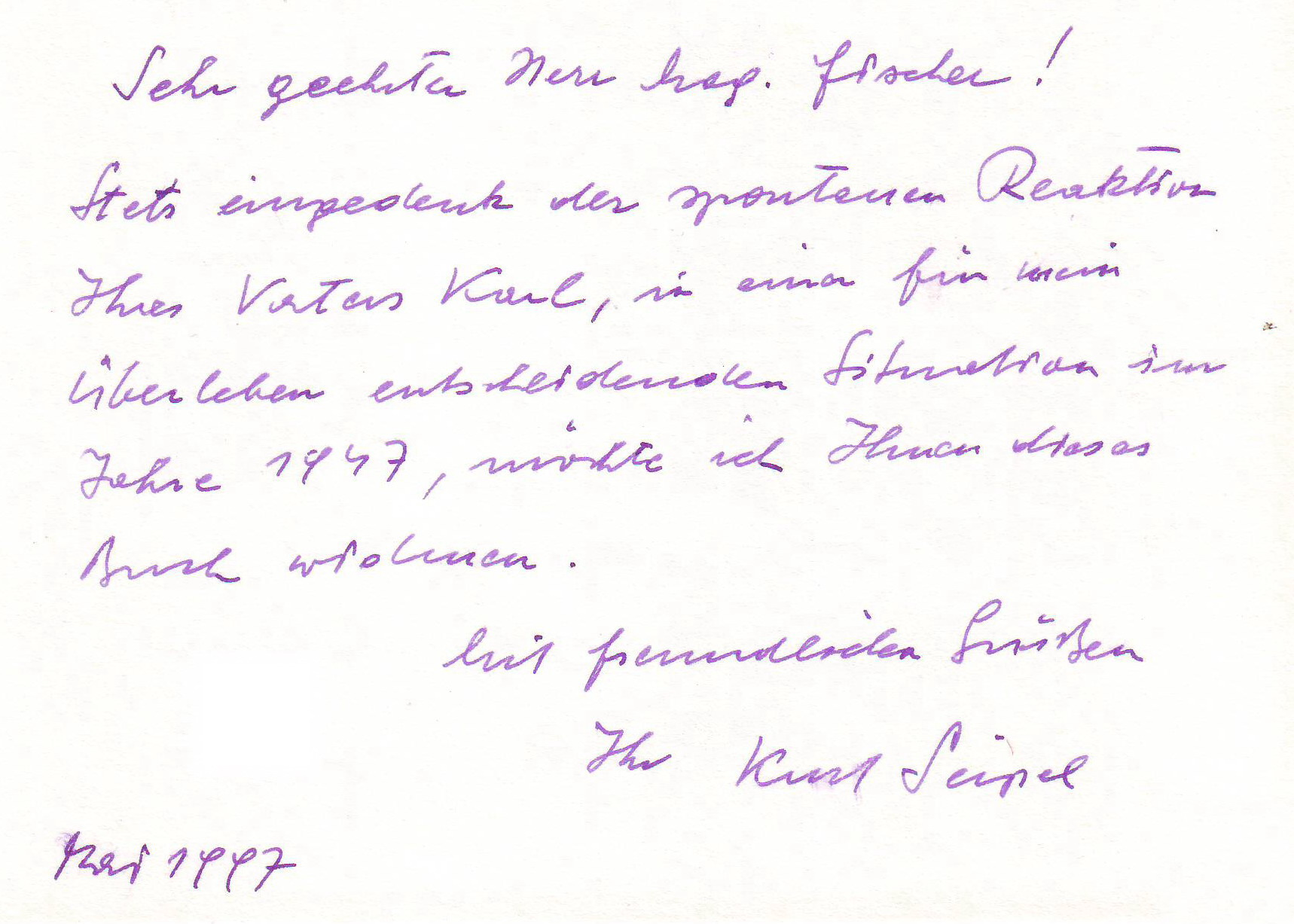
Kurt Seipel, Widmung des Buches Meine Jugend blieb im Eis Sibiriens für den Sohn Karl Fischers, Mai 1997

Kurt Seipel erwirkte im Jahr 1996 seine eigene Rehabilitation durch die Russische Föderation. Im Zusammenhang mit seinen diesbezüglichen Bemühungen lernte er auch den Sohn seines ehemaligen Leidensgefährten Karl Fischer, der ihm nach eigener Angabe während dieser Zeit mehrfach das Leben gerettet hatte, kennen (siehe Bild der Widmung des Buches Meine Jugend blieb im Eis Sibiriens. Mit 19 in den GULAG verschleppt durch Kurt Seipel im Mai 1997, rechts). Gemeinsam mit ihm besuchte er auf eigenen, ausdrücklichen Wunsch im Jahr 2000 in Dankbarkeit und zum persönlichen Gedenken an seinen 1963 in Wien gestorbenen Freund das Grab Karl Fischers in Ilz, Steiermark.
Kurt Seipel verstarb am 4. Dezember 2004 in Wien. Sein Grab befindet sich auf dem Friedhof Hietzing (Gr. 34, Nr. 24E).